# Laura Stacey
Laura Rachel Stacey (* 5. Mai 1994 in Mississauga, Ontario) ist eine kanadische Eishockeyspielerin, die der kanadischen Frauennationalmannschaft angehört und seit 2023 bei den Victoire de Montréal aus der Professional Women’s Hockey League unter Vertrag steht. Mit den Markham Thunder gewann sie 2018 den Clarkson Cup und wurde 2022 Olympiasiegerin und ist dreifache Weltmeisterin.

## Karriere
Laura Stacey erlernte den Eishockeysport im Großraum Toronto bei Teams wie den Humberview Huskies und den Toronto Royals, ehe sie ab 2008 in der Provincial Women's Hockey League, einer Juniorinnen-Spielklasse in Ontario, spielte. Dabei lief sie zunächst für die Etobicoke Jr. Dolphins, anschließend für die Aurora Jr. Panthers und zwischen 2010 und 2012 für die Tornto Jr. Aeros auf. In dieser Zeit erreichte sie mit ihren Teams zweimal das Final Four der Liga und gewann je eine Gold- und Silbermedaille. Im Jahr 2011 vertrat sie das Team Ontario bei den Canada Winter Games und debütierte im August 2010 für die kanadische U18-Frauen-Nationalmannschaft, als sie an einer Spielserie gegen die Vereinigten Staaten teilnahm. Bei der U18-Weltmeisterschaft 2011 erreichte sie mit der U18-Nationalmannschaft den Silberrang und trug dazu 3 Tore und 4 Assists bei. Ein Jahr später, bei der Weltmeisterschaft 2012, gewann Stacey ihre erste Goldmedaille bei einem internationalen Turnier und erzielte im Turnierverlauf 4 Tore und 3 Assists.

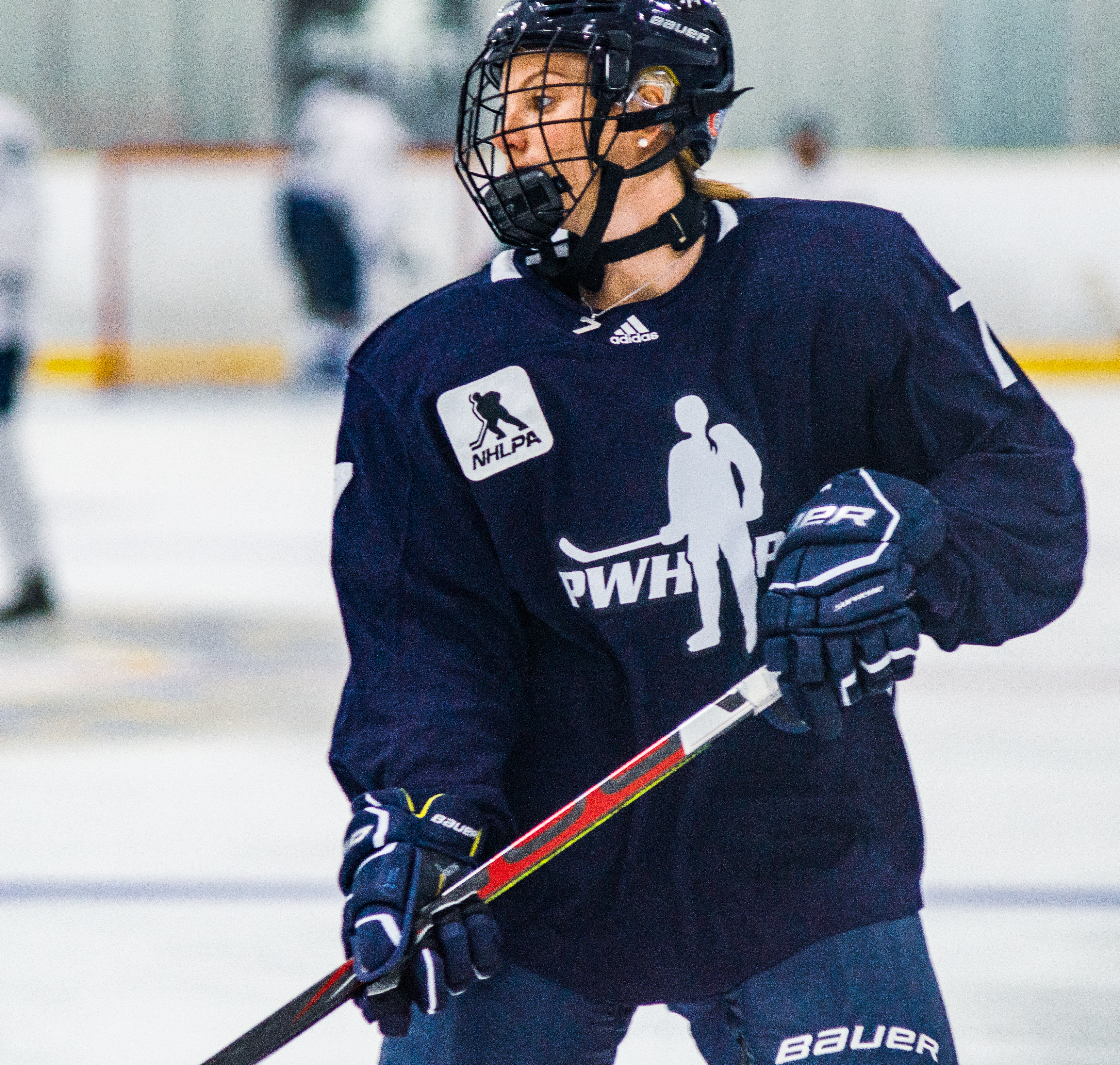
Laura Stacey im Trikot der Professional Women’s Hockey Players Association

Von 2012 bis 2016 studierte sie am Dartmouth College Wirtschaftswissenschaften und spielte für das Eishockeyteam des College, die Dartmouth Big Green, in der ECAC Hockey. In ihrem ersten Jahr wurde sie ins ECAC Hockey All-Rookie Team gewählt. In ihrem zweiten Studienjahr erhielt sie eine All-Ivy Honorable Mention, war in ihrem letzten Studienjahr Kapitänin der Big Green und wurde in das All-Ivy First-Team gewählt. Parallel dazu gehörte sie zum erweiterten Nationalkader und spielte 2015 und 2016 beim Four Nation Cups, schaffte es jedoch jeweils nicht in den Weltmeisterschaftskader. Erst 2017 debütierte Stacey für das Team Kanada bei der Frauen-Weltmeisterschaft und gewann mit dem Team die Silbermedaille.
Nach ihrer Zeit am College trat Stacey den Brampton Thunder aus der Canadian Women's Hockey League bei, von denen sie zuvor im CWHL Draft 2016 an dritter Stelle ausgewählt worden war. Vor den Olympischen Winterspielen 2018 bereitete sie sich mit dem Team Kanada zentralisiert auf dieses Turnier vor und wurde letztlich für die Spiele in Südkorea nominiert, bei denen sie die Silbermedaille gewann. Anschließend kehrte sie zu den Thunder zurück und gewann mit diesen 2018 den Clarkson Cup, wobei sie im Finalspiel den spielentscheidenden Treffer erzielte.
2019 löste sich die CWHL auf und Stacey trat der Professional Women’s Hockey Players Association (PWHPA) bei, für deren Montreal-Charter sie bei Promotionsspielen (Dream Gap Tour) und in der Saison 2022/23 für das Team Adidas aktiv war. Bei der Weltmeisterschaft 2019 gewann sie die Bronzemedaille und erreichte insgesamt drei Scorerpunkte. Zwei Jahre später, bei der Weltmeisterschaft 2021 gewann sie die Goldmedaille. Gekrönt wurde die internationale Karriere mit dem Gewinn des olympischen Eishockeyturniers bei den Olympischen Winterspielen 2022 in der chinesischen Landeshauptstadt Peking.
Im Jahr 2023, als sich die rivalisierenden Professional Women's Hockey Players Association und Premier Hockey Federation zur neuen Professional Women's Hockey League (PWHL) zusammenschlossen, wurde Stacey neben Marie-Philip Poulin und Ann-Renée Desbiens als eine der ersten drei Spielerinnen vom Team PWHL Montréal verpflichtet und unterschrieb einen Dreijahresvertrag. Zudem wurde sie zur Assistenzkäpitänin und Spielervertreterin des Teams für die PWHL Players Association, der Spielergewerkschaft der PWHL, ernannt.

## Erfolge und Auszeichnungen

### College
- 2013 ECAC Hockey All-Rookie Team[2]
- 2015 All-Ivy Honorable Mention
- 2015 ECAC Hockey All-Academic
- 2016 All-Ivy First Team
- 2016 Academic All-Ivy
- 2016 ECAC Hockey Third Team All-League
- 2016 ECAC Hockey All-Academic

### CWHL
- 2017 Auszeichnung als Rookie of the Year[12]
- 2018 Gewinn des Clarkson Cup mit den Markham Thunder

### PWHL
- 2025 Hockey For All Award[13]

### International
- 2011 Silbermedaille bei der Weltmeisterschaft der U18-Frauen
- 2012 Goldmedaille bei der  Weltmeisterschaft der U18-Frauen
- 2017 Silbermedaille bei der Weltmeisterschaft
- 2018 Silbermedaille bei den Olympischen Winterspielen
- 2019 Bronzemedaille bei der Weltmeisterschaft
- 2021 Goldmedaille bei der Weltmeisterschaft
- 2022 Goldmedaille bei den Olympischen Winterspielen
- 2022 Goldmedaille bei der Weltmeisterschaft
- 2023 Silbermedaille bei der Weltmeisterschaft
- 2024 Goldmedaille bei der Weltmeisterschaft
- 2025 Silbermedaille bei der Weltmeisterschaft

## Karrierestatistik

### International
(Legende zur Spielerstatistik: Sp oder GP = absolvierte Spiele; T oder G = erzielte Tore; V oder A = erzielte Assists; Pkt oder Pts = erzielte Scorerpunkte; SM oder PIM = erhaltene Strafminuten; +/− = Plus/Minus-Bilanz; PP = erzielte Überzahltore; SH = erzielte Unterzahltore; GW = erzielte Siegtore; 1 Play-downs/Relegation; Kursiv: Statistik nicht vollständig)

## Familie
Stacey ist die Urenkelin von Eishockeylegende King Clancy und trägt ihm zu Ehren die Trikotnummer 7. Durch dessen Vater Thomas Francis  Clancy ist sie irischer Abstammung.
Stacey ist seit 2017 in einer Beziehung mit ihrer Nationalmannschafts- und Victoire-Teamkollegin Marie-Philip Poulin, mit der sie sich im Mai 2023 verlobte. Sie heirateten im September 2024.